# بئوژتس (استان لوبلین)
بئوژتس (لهستانی: Bełżec؛ ‏pronounced [ˈbɛu̯ʐɛt͡s]) یک روستا در لهستان است که در گمینا بئوژتس واقع شده‌است. بئوژتس ۲٬۷۲۳ نفر جمعیت دارد.